# Себранго, Эдуардо
Эдуардо Себранго Родригес (исп. Eduardo Sebrango Rodríguez; род. 13 апреля 1973[…], Санкти-Спиритус) — кубинский футболист, нападающий. Выступал за сборную Кубы.

## Биография

### Клубная карьера
Себранго начал свою карьеру на Кубе в клубе из своего родного города, «Санкти-Спиритус».
Себранго иммигрировал в Канаду в 1998 году. Выступал в шоубольной команде «Монреаль Импакт» в сезонах NPSL 1998/99 и 1999/2000. В составе клуба «Ванкувер Эйти Сиксерс» в 1999 году забил 18 голов и отдал 10 голевых передач в Эй-лиге. В 2000 году помог клубу «Рочестер Рейджинг Райнос» завоевать чемпионский титул Эй-лиги. Выступал за шоубольную команду «Баффало Близзард» в сезоне NPSL 2000/01. В 2001 году провёл 16 матчей в составе клуба «Херши Уайлдкэтс».
10 апреля 2002 года Себранго подписал контракт с «Монреаль Импакт». В сезоне 2002 он забил 18 голов, за что был включён в первую символическую сборную Эй-лиги. В 2003 году сыграл в первых 20 матчах сезона, прежде чем 23 июля порвал переднюю крестообразную связку правого колена. В 2004 году, подписав новый трёхлетний контракт с «Монреаль Импакт», Себранго помог клубу завоевать трофей чемпиона Эй-лиги. В сезоне 2005 получил ряд травм, включая перелом правой ноги, что ограничило его игровое время. Выступал за шоубольную команду «Милуоки Уэйв» в сезоне MISL 2005/06.
28 марта 2006 года Себранго был обменян в «Ванкувер Уайткэпс» (бывший «Ванкувер Эйти Сиксерс») на Дэниела Антонюка. Сезон 2006 для него прерывался из-за травмы ноги. В плей-офф он внёс весомый вклад в победу «Уайткэпс» в чемпионате Первого дивизиона ЮСЛ, забив два гола. В сезоне 2007, несмотря на то, что пропустил 12 матчей регулярного чемпионата из-за травмы ноги, закончил сезон лучшим бомбардиром клуба с семью голами. В сезоне 2008 помог «Ванкуверу» завоевать очередной чемпионский титул. Занял третье место в лиге по системе «гол + пас» с 27 очками (12 голов и 3 три голевые передачи), за что был включён во вторую символическую сборную Первого дивизиона ЮСЛ. В плей-офф забил победный гол в полуфинальной серии против «Монреаль Импакт» 5 октября.
12 ноября 2008 года Себранго вернулся в «Монреаль Импакт», подписав двухлетний контракт. В своей первой игре после возвращения в «Импакт», против мексиканского клуба «Сантос Лагуна» 25 февраля 2009 года в первом матче четвертьфинала Лиги чемпионов КОНКАКАФ 2008/09, оформил дубль. Также забил в ответном матче этой серии 5 марта. 22 июля в матче против «Кливленд Сити Старз» забил свои 99-й и 100-й голы (в регулярном чемпионате и плей-офф) в Первом дивизионе ЮСЛ. 25 июля против «Остин Ацтекс» сыграл свой 100-й матч за «Импакт». 9 сентября во время матча с «Ванкувер Уайткэпс» получил перелом правой руки, из-за чего доигрывал остаток сезона в гипсе. Сезон 2009 закончил с четырьмя голами и двумя голевыми передачами. В пяти матчах плей-офф забил два гола, в ответном матче полуфинала против «Пуэрто-Рико Айлендерс» 4 октября и первом матче финала против «Ванкувер Уайткэпс» 10 октября, и отдал одну голевую передачу и выиграл свой пятый чемпионский титул в карьере и второй с «Импакт». 18 апреля 2011 года Себранго объявил о завершении карьеры, но 29 июня вновь присоединился к «Импакт».
21 февраля 2012 года Себранго подписал контракт с «Монреаль Импакт» на дебютный сезон клуба в MLS. В высшей лиге дебютировал 28 апреля в матче против «Портленд Тимберс», выйдя на замену вместо Бернардо Корради на 89-й минуте. 1 ноября Себранго во второй раз объявил о завершении карьеры.
В феврале 2013 года Себранго подписал контракт с клубом «Л’Асомпсьон» из полупрофессиональной Премьер-лиги Квебека.

### Международная карьера
За сборную Кубы Себранго выступал в период с 1996 по 1998 год, за который сыграл 23 матча и забил 13 голов. Принял участие в Золотом кубке КОНКАКАФ 1998.

### Тренерская карьера
29 августа 2016 года Себранго был назначен главным тренером команды «Монреаль Импакт» до 14 лет в академии клуба.
8 января 2023 года Себранго вошёл в технический штаб «Клёб де Фут Монреаль» (бывшего «Монреаль Импакт») в качестве ассистента главного тренера Эрнана Лосады.

## Достижения
Командные
 «Рочестер Рейджинг Райнос»
- Чемпион Эй-лиги[англ.]: 2000

 «Монреаль Импакт»
- Чемпион Эй-лиги[англ.]: 2004
- Чемпион Первого дивизиона ЮСЛ[англ.]: 2009
- Победитель регулярного чемпионата Первого дивизиона ЮСЛ[англ.]: 2005
- Обладатель Voyageurs Cup: 2002, 2003, 2004, 2005

 «Ванкувер Уайткэпс»
- Чемпион Первого дивизиона ЮСЛ[англ.]: 2006, 2008

Личные
- Лучший бомбардир Первенства Канады: 2008 (2 гола; совместно с Роберто Брауном и Роуэном Рикеттсом)
- Член первой символической сборной Эй-лиги[англ.]: 2002
- Член второй символической сборной Первого дивизиона ЮСЛ[англ.]: 2008

## Статистика выступлений
| Выступление              | Выступление      | Выступление      | Лига | Лига | Плей-офф | Плей-офф | Кубок | Кубок | Континент | Континент | Итого | Итого |
| Клуб                     | Лига             | Сезон            | Игры | Голы | Игры     | Голы     | Игры  | Голы  | Игры      | Голы      | Игры  | Голы  |
| ------------------------ | ---------------- | ---------------- | ---- | ---- | -------- | -------- | ----- | ----- | --------- | --------- | ----- | ----- |
| Ванкувер Эйти Сиксерс    | A-League         | 1999             | 27   | 18   | 1        | 0        | —     | —     | —         | —         | 28    | 18    |
| Рочестер Рейджинг Райнос | A-League         | 2000             | 24   | 6    | 6        | 0        | 2     | 0     | —         | —         | 32    | 6     |
| Херши Уайлдкэтс          | A-League         | 2001             | 16   | 8    | 2        | 0        | 1     | 0     | —         | —         | 19    | 8     |
| Монреаль Импакт          | A-League         | 2002             | 28   | 18   | 4        | 1        | —     | —     | —         | —         | 32    | 19    |
| Монреаль Импакт          | A-League         | 2003             | 20   | 6    | 2        | 0        | —     | —     | —         | —         | 22    | 6     |
| Монреаль Импакт          | A-League         | 2004             | 23   | 8    | 5        | 2        | —     | —     | —         | —         | 28    | 10    |
| Монреаль Импакт          | USL-1            | 2005             | 12   | 4    | 2        | 0        | —     | —     | —         | —         | 14    | 4     |
| Ванкувер Уайткэпс        | USL-1            | 2006             | 9    | 2    | 3        | 2        | —     | —     | —         | —         | 12    | 4     |
| Ванкувер Уайткэпс        | USL-1            | 2007             | 16   | 7    | 2        | 0        | —     | —     | —         | —         | 18    | 7     |
| Ванкувер Уайткэпс        | USL-1            | 2008             | 29   | 12   | 5        | 2        | 3     | 2     | —         | —         | 37    | 16    |
| Ванкувер Уайткэпс        | Итого            | Итого            | 81   | 39   | 11       | 4        | 3     | 2     | —         | —         | 95    | 45    |
| Монреаль Импакт          | USL-1            | 2009             | 28   | 4    | 6        | 2        | 3     | 0     | 2         | 3         | 39    | 9     |
| Монреаль Импакт          | USSF-D2          | 2010             | 25   | 5    | 4        | 1        | 3     | 0     | —         | —         | 32    | 6     |
| Монреаль Импакт          | NASL             | 2011             | 13   | 6    | —        | —        | —     | —     | —         | —         | 13    | 6     |
| Монреаль Импакт          | Итого            | Итого            | 149  | 51   | 23       | 6        | 6     | 0     | 2         | 3         | 180   | 60    |
| Монреаль Импакт          | MLS              | 2012             | 7    | 0    | —        | —        | 1     | 0     | —         | —         | 8     | 0     |
| Всего за карьеру         | Всего за карьеру | Всего за карьеру | 277  | 104  | 42       | 10       | 13    | 2     | 2         | 3         | 334   | 119   |